# 非厄米量子力学
PT 对称性最初是被当作非厄米量子力学中的一个特殊系统而进行研究的，  此時哈密顿量不是厄米的。 在1998 年，物理学家 Carl Bender 和他前研究生 Stefan Boettcher 在《物理评论快报》上发表了一篇量子力学论文《具有 PT 对称性的非厄米哈密顿量的实谱》。 在本文中，作者发现具有 PT 对称性（需要在宇称反转和时间反演对称算子之同时作用下的不变性）的非厄米哈密顿量也可能拥有实数谱(否则非厄米哈密顿量能谱一般是复数)。在正确定义的内积下，PT 对称哈密顿量的本征函数具有正范数并表现出幺正时间演化，满足量子理论的要求。  Bender 因这个工作获得了 2017 年丹尼·海涅曼数学物理奖。 
一个與非厄米量子力学密切关联的概念是赝厄米算子，物理学家 保罗·狄拉克 、  沃尔夫冈·泡利 以及李政道、吉安·卡罗·威克 曾考虑过此概念。数学家 馬克·克林 等人几乎同时将 赝厄米算子作为他們在线性动力系统的研究中的 G-Hamiltonian 来发现（或说是重新发现）    。這裡赝厄米性和 G-Hamiltonian 之间的等价性很容易建立。 
在 2002 年，阿里·穆斯塔法扎德（Ali Mostafazadeh）证明，每个具有实谱的非厄米哈密顿算子都是赝厄米算子。他发现可对角化的 PT 对称非厄米哈密顿量都属于赝厄米哈密顿量。   然而，这个结果沒有太大的幫助，因为基本上有趣的物理现象都发生在独特点处，而在这點处的哈密頓量不可被对角化，或者说是缺陷的  。最近证明，在有限维数中，不管是否可以被对角化，PT 对称性都蕴含了赝厄米性。 这表明在独特点处 PT 对称性破缺的机制，也就是两个具有相反符号的本征模式间在该点处發生的 Krein 碰撞。
2005 年，Gonzalo Muga 的研究组将 PT 对称性的概念引入了光学领域，指出 PT 对称性对应于增益和损耗的平衡。  在 2007 年，物理学家 Demetrios Christodoulides 和他的合作者进一步研究了 PT 对称性在光学中的意义。  接下来的几年在被动和主动系统中， PT 对称性也被实验首次展现。   此外 PT 对称性的概念也被应用于经典力学、超材料、电路和核磁共振。   在2017 年， Dorje Brody 和 Markus Müller 提出了一个“形式上满足希尔伯特-波利亚猜想的条件”的 PT 对称的非厄米哈密顿量。  